# Martin van Rossum
Martin van Rossum, en néerl. Maarten (ou Marten) van Rossum ou van Rossem (Zaltbommel, 1478 ― Anvers, 1555), était un chef de guerre néerlandais. Pendant une trentaine d’années, il servit les intérêts du duc de Gueldre Charles d’Egmont, puis de son successeur Guillaume de Gulik, lesquels s’efforçaient de sauvegarder l’indépendance de leur duché vis-à-vis de l’empereur Charles Quint et avaient, à cet effet, même noué des alliances avec François Ier. Ainsi Martin van Rossum lança-t-il en Hollande d’abord, au Brabant ensuite, plusieurs expéditions militaires, qui par leur mode opératoire, fait de ruses, pillages, embuscades et incendies, s’apparentent davantage à des rapines. Après la défaite définitive de son commanditaire en 1543, il passa au service de son ancien ennemi, l’empereur Charles Quint, et déploya désormais ses activités contre la France, notamment en Artois. Sa férocité, le souvenir fulgurant et dévastateur de ses incursions, et l’habitude qu’il avait de permettre à ses troupes, à titre de rémunération, de s’adonner au pillage dans les territoires par lui envahis, lui valurent le surnom de Attila gueldrois

## Ascendance et débuts dans la carrière militaire
Ses parents, Johan van Rossum, seigneur de Rossum, et Johanna van Hemert, qui s’étaient mariés probablement dès avant 1478, appartenaient à une antique famille noble de la Bommelerwaard, liée depuis longtemps aux ducs de Gueldre. Leur fils Maarten acquit de son vivant les titres de seigneur de Poederoijen, de Bredevoort, de Cannenburgh, de Lathum et de Baer, fut maréchal du duché de Gueldre et, ultérieurement, stadhouder impérial du duché de Luxembourg. 
L’on sait peu de choses sur ses jeunes années. Fils puîné, il était, comme dans toute famille aristocratique, écarté de la succession de son père et dut se tourner vers d’autres ressources. L’attachement traditionnel de la famille aux ducs de Gueldre le poussa à embrasser tôt la carrière militaire au service des ducs. Les guerres dites de Gueldre lui permirent de faire une ascension rapide dans l’armée gueldroise. La première fois qu’il se signala fut en 1516, lorsqu’une troupe gueldroise, dont il fit partie, attaqua la petite ville fortifiée de Nieuwpoort-sur-le-Lek et la tint quelque temps occupée.

## Contexte historique
Les Bourguignons menaient une politique centralisatrice visant à constituer peu à peu l’ensemble des Pays-Bas en un État unitaire. Cet État, s’il faisait partie de l’Empire germanique, se situait cependant aux confins de celui-ci, et tendait de ce fait à former, à l’intérieur de cet Empire, une entité politique à part. Ainsi, à la fin du XVe et au début du XVIe siècle, les Bourguignons, en particulier Charles le Téméraire, et leurs successeurs, les Habsbourg, c'est-à-dire les Empereurs Maximilien Ier d’Autriche et Charles Quint, s’appliquaient-ils à étendre leur domaine à la partie nord des Pays-Bas. Au début du XVIe siècle, ils avaient déjà mis le Brabant, la Hollande et la Zélande sous leur tutelle, et tentaient à présent de soumettre la partie nord-est du territoire. Cet effort d’unification politique n’était pas sans susciter des oppositions, et les Habsbourg furent plusieurs fois amenés à entreprendre des campagnes militaires dans les territoires concernés.
Parmi les forces contrecarrant les ambitions des Habsbourg figuraient le prince-évêque d’Utrecht, régnant sur le Sticht d’Utrecht, le duché de Gueldre, l’Oversticht, constitué des actuelles provinces d’Overijssel, Drenthe et Groningue, et la Frise, plus ou moins indépendante. En particulier, le duc de Gueldre Charles d’Egmont (1467-1538), jaloux de son indépendance, combattait avec acharnement la mainmise des Habsbourg sur son duché. Il put d’une part bénéficier du soutien de François Ier, la France en effet se voyant soudainement prise en tenaille lorsqu’en 1500, par le mariage de Philippe le Bel avec Jeanne de Castille, les Bourguignons purent prétendre au trône d’Espagne. D’autre part, étant donné que les Frisons s’opposaient également à la politique bourguignonne d’unification des Pays-Bas, le duc Charles crut pouvoir s’allier à eux et soutint le célèbre pirate frison Grote Pier, qui sévissait dans la Zuiderzee. Lui-même envahit la Frise avec son armée et y installa en 1518 Martin van Rossum en tant que stadhouder. Cependant les Frisons, voyant leur liberté ainsi rognée, engagèrent des négociations avec Charles Quint ; celui-ci fut reconnu, quelques démonstrations de force aidant, par les Frisons comme leur suzerain en 1524.

## Personnalité et mode opératoire

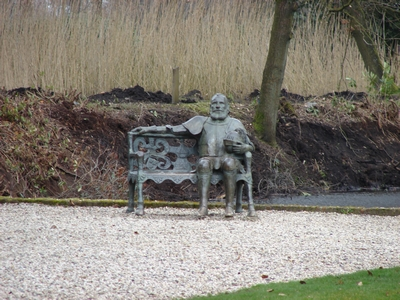
Statue de Martin van Rossum le représentant assis sur un banc en face du château de Cannenburgh.

Martin van Rossum était un chef d’armée compétent, habile à mener ses hommes, et très redouté à son époque. Toutefois, les qualités militaires que lui reconnaissent aujourd'hui les historiens n’ont pu altérer son image de brute sanguinaire, sans frein et sans scrupules, qui s’en prenait impitoyablement à d’innocents campagnards. Sa manière de faire la guerre, qui s’apparentait à celle de ses collègues italiens, les condottieri, se caractérisait par des tactiques de type guérilla, n’épargnant pas la population civile, et lui valut les sobriquets de Noir Martin et de Attila gueldrois. Il aurait eu pour devise Brûler et incendier sont la parure de la guerre. 
Par des ruses de guerre, il réussit en 1514 et en 1527 de s’emparer respectivement des villes d’Arnhem et de Rhenen. À Arnhem, il parvint à introduire ses soldats dans la place en les dissimulant sous du foin, et à Rhenen, il embusca ses hommes dans les fourrés jusqu’à ce qu’une charrette à foin opportunément coincée dans une porte d’enceinte en empêchât la fermeture et leur permissent d’investir la ville. Par ce type de stratagèmes, il annonçait les ruses similaires que devaient appliquer 70 ans plus tard les princes protestants Maurice de Nassau et Guillaume-Louis de Nassau, telles que le bateau tourbier utilisé comme cheval de Troie lors du siège de Breda en 1590.

## Expéditions et rapines dans les Pays-Bas du nord
En 1516, il incendia plusieurs villages de l’Alblasserwaard (dans l’actuelle Hollande-Méridionale), notamment Bleskensgraaf. Dans cette phase des guerres de Gueldre, il coopéra avec les chefs rebelles frisons Pier Gerlofs Donia, dit Grote Pier, et Wijerd Jelckama, dit Grote Wierd. En 1519, Van Rossum fut nommé Haut-Commandant de l’armée gueldroise par le duc Charles. Le début de la décennie 1520 marque le point culminant de la puissance gueldroise : le duc régnait alors sur de vastes étendues dans le centre et l’est des Pays-Bas. En 1527, les Gueldrois tentèrent de restaurer leur autorité dans le Sticht d’Utrecht ; le prince-évêque fut chassé, mais celui-ci, pris de peur devant les intimidations gueldroises, sollicita l’appui de la Hollande, mais dut en échange renoncer à son pouvoir temporel, scellant ainsi de fait le passage du territoire sous tutelle bourguignonne en 1528. Par esprit de vengeance, Van Rossum se porta en mars de cette même année, avec une troupe de 1 500 à 2 000 hommes, vers la Haye et soumit à rançon cette ville non fortifiée, tout en pillant la campagne circonvoisine. Voyant que les bourgeois de la ville étaient incapables de s’acquitter du montant de 28 000 florins qu’il réclamait, il sembla se satisfaire de 8 000 florins, mais quelques citoyens haguenois de haut rang qui n’avaient pas réussi à s’échapper vers Delft ou par les dunes, furent emmenés avec lui comme otages à Utrecht et à Arnhem, où certains d’entre eux furent maintenus en détention pendant deux ans. Certaines familles furent exonérées d’impôt pour leur permettre de payer les rançons.
Cette campagne de pillage sur la Haye fit forte impression et incita la Hollande et le Brabant à prendre à bras le corps leur propre défense, d’autant plus que Van Rossum n’avait rencontré que peu de résistance lors de son incursion. La Hollande en particulier, abasourdie et indignée, résolut alors de mettre un terme définitif, avec l’appui des Habsbourg bourguignons, à la domination gueldroise dans le Sticht et l’Oversticht. Le long des frontières de la Gueldre, des troupes hollandaises en surnombre envahirent l’Overijssel ; le duc de Gueldre n’eut d’autre choix que de se soumettre à la surpuissance bourguignonne. La paix de Gorinchem, signée en 1528, stipulait que le Sticht et l’Oversticht seraient désormais placées sous l’autorité souveraine des Bourguignons. Charles de Gueldre devint vassal de Charles Quint ; s’il venait à mourir sans descendance, ses possessions seraient dévolues à son suzerain. 
Van Rossum, promu maréchal de Gueldre en 1528, intervint en 1531 à Wisch (dans la Gueldre) et à Terborg, où il fut chargé par le duc de Gueldre d’appuyer le comte Oswald II van den Bergh dans la lutte que celui-ci menait contre Joachim van Wisch.

## Campagne militaire dans le Brabant

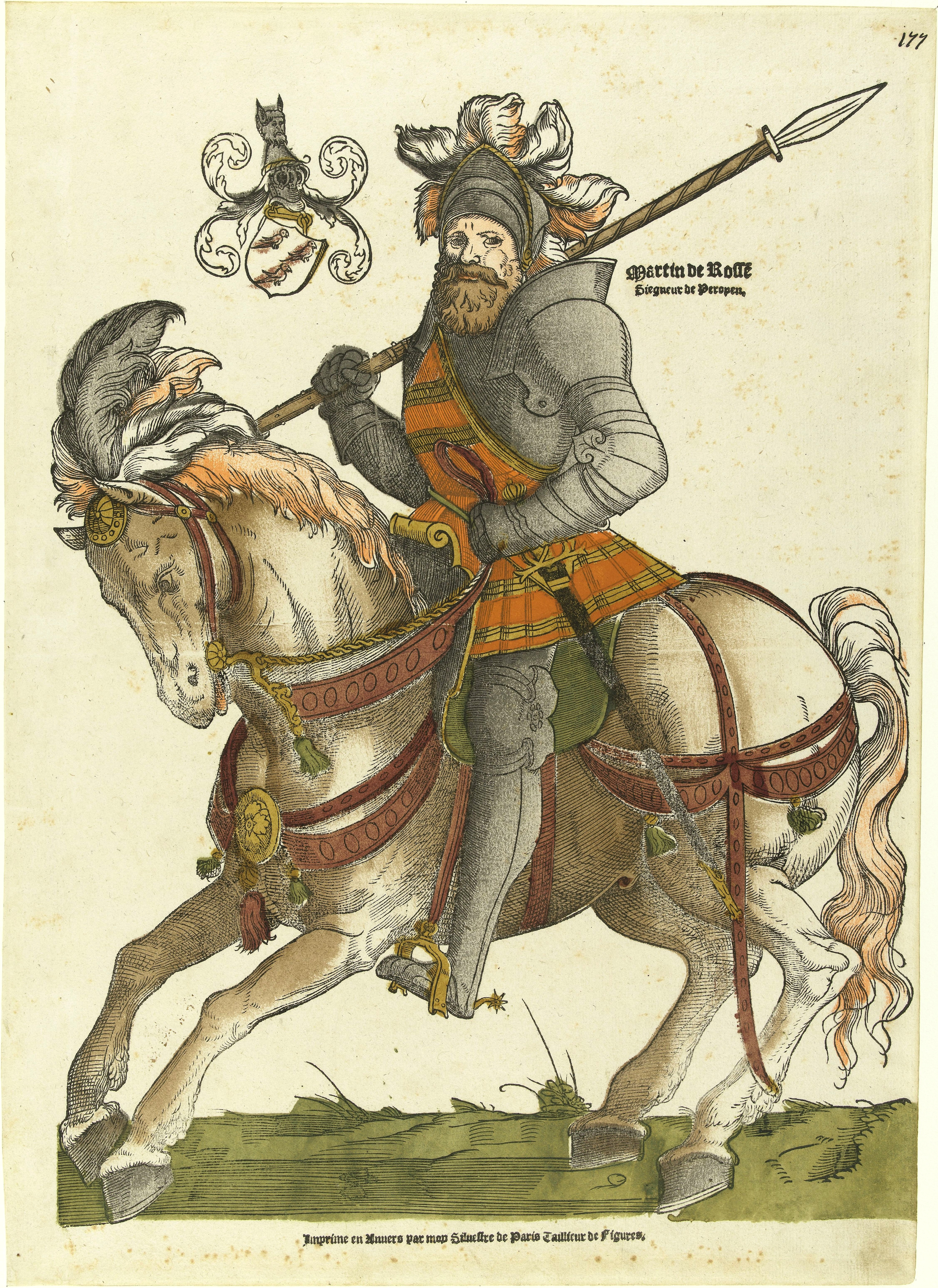
Maarten van Rossum en harnois de bataille.

Cependant le duc Charles de Gueldre n’entendait pas se résigner à l’inévitable, pas davantage que les États gueldrois ne voulaient se soumettre. Le duc, demeuré sans descendance, s’éteignit en 1538, mais les États avaient fait en sorte que dès avant la mort du duc le titre échût à Guillaume van Gulik, seigneur de Clèves. En 1542, ce dernier donna mission à Martin van Rossum d’équiper une armée et de mener, de concert avec les rois de France et du Danemark, une campagne de grande envergure contre les Habsbourg : après que l’Empereur se fut rendu à Alger pour combattre les Turcs, Van Rossum profita de l’occasion pour se porter avec une armée de plus de 15 000 hommes vers Anvers. Il pilla d’abord plusieurs villages dans le bailliage (Meierij) de Bois-le-Duc, puis s’empara du château de Hoogstraten. Entre-temps, René (ou Regnier) de Châlon, prince d’Orange, qui avait à l’annonce de l’arrivée de Van Rossum constitué à Breda une armée de 3 000 fantassins et 500 cavaliers, se dirigeait vers Anvers dans l’espoir d’y arriver avant Van Rossum. Mais, à Brasschaat, il tomba dans une embuscade tendue par ce dernier, y perdant 2 000 hommes, morts, blessés ou faits prisonniers, et fut contraint de se retirer précipitamment sur Anvers. La défense de la ville fut organisée par le jeune Van Spangen, qui entre autres mesures fit incendier quantité de constructions situées en dehors des portes, telles qu’un couvent de Chartreux et le béguinage, de peur qu’elles ne pussent servir de point d’appui ou de retranchement aux Gueldrois. Ayant poussé jusqu’à Merksem, non loin des remparts d’Anvers, Van Rossum, peu au fait de l’art d’assiéger une ville, ne creusant aucune tranchée et ne tentant pas d’enfermer la ville dans une ligne de circonvallation, dut se borner à sommer les Anversois de se rendre, mais s’avisant qu’il n’avait aucune chance d’enlever la place, il se résigna à lever le camp le 27 juillet, non sans avoir dédommagé ses troupes en leur permettant de piller, puis d’incendier, toute la banlieue anversoise. Ensuite, Van Rossum et ses troupes firent route vers Louvain, qui, également résolue de se défendre, sous le commandement de ses étudiants, fit subir un nouveau revers aux troupes gueldroises. Van Rossum sut néanmoins procéder à un pillage en règle du Brabant, emportant comme butin des quantités considérables de biens vers la Gueldre. Après la déconvenue de Louvain, Van Rossum dirigea ses troupes vers Luxembourg, où elles firent la jonction avec l’armée française. En 1542 encore, il menaça d’envahir une nouvelle fois la Hollande, ce dont se garantirent beaucoup de villes en s’acquittant d’un tribut. En 1543, après avoir incendié plusieurs villages au Luxembourg, il se rendit à Amersfoort, qui se rendit par un traité, et fit de nouveau mettre à sac le Meierij de Bois-le-Duc.

## Fin de l’indépendance gueldroise
Alors que le trésor du duc de Gueldre était à nouveau épuisé, les Habsbourg lancèrent dans la bataille une nouvelle armée sous le commandement de Lamoral d’Egmont dans le but de soumettre enfin la Gueldre. Après que les troupes impériales eurent en 1543 mis à sac et détruit en partie la ville de Düren, alors sous tutelle gueldroise, les autres villes de Gueldre se hâtèrent de capituler. Quoique Van Rossum réussît à remporter çà et là quelques victoires pour son duc, et qu’il ne cessât entre-temps de piller et de dévaster la campagne du Brabant, la supériorité militaire impériale était telle cette fois, que la Gueldre indépendante ne pouvait que succomber, d’autant plus que l’empereur avait signé en 1544 avec François Ier, l’allié des Gueldrois, la trêve de Crépy-en-Laonnois. Martin van Rossum, pressentant la fin de sa carrière militaire, se retira sur ses terres, notamment dans son manoir de chasse Het Oude Loo. Par le traité de Venlo, que cosigna Martin van Rossum, le duc Guillaume céda la Gueldre et le comté de Zutphen à Charles Quint ; par ce même traité, Van Rossum se fit octroyer le loisir de se mettre désormais au service de l’Empereur ― ce qu’il fit en effet, après quelques années de repos, à l’âge de 73 ans, comme une guerre menaçait entre l’Empereur et la France.

## Au service de l’Empereur

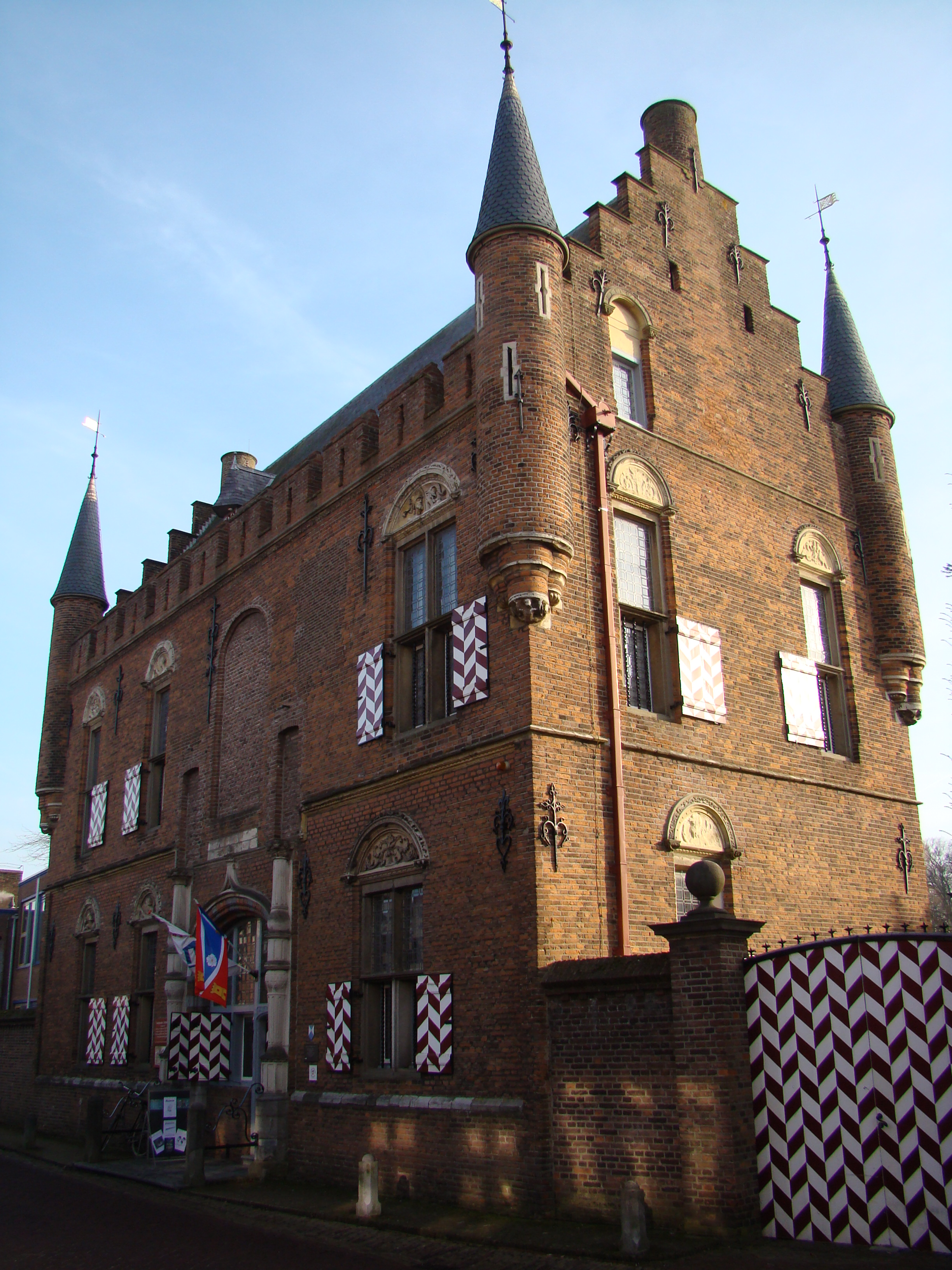
Le musée Maarten van Rossum à Zaltbommel.

C’est donc avec zèle et compétence qu’il s’engagea dans la lutte menée par Charles Quint contre Henri II, déployant désormais ses activités en Artois, Île-de-France, Champagne et Lorraine, et rétribuant chaque fois ses troupes par d’épouvantables pillages. Un vent de panique atteignit même la ville de Paris, poussant de nombreuses personnes à fuir la ville. Il devint pour le compte de l’Empereur stadhouder du duché de Luxembourg ; il y renforça plusieurs places fortes, e.a. celle de Luxembourg.

## Épilogue
Au printemps 1555, alors qu’il séjournait dans la citadelle de Charlemont près de Givet, Martin van Rossum tomba malade, ayant peut-être contracté la peste, comme nombre de ses soldats, ou le typhus. Il mourut le 7 juin 1555 à Anvers, où il avait été transporté pour recevoir les meilleurs traitements médicaux. Sa dépouille fut ensuite translatée à Rossum pour y être enterré dans l’église, où il s’était fait confectionner une tombe de marbre. Après que celle-ci fut détruite par les iconoclastes, son squelette fut transféré en 1599, après le siège de Zaltbommel, vers la cathédrale Saint-Jean de Bois-le-Duc. Il n’y a plus aujourd'hui aucune trace de sa tombe, ni à Rossum, ni à Bois-le-Duc. L’on raconte que son crâne fut transporté d’abord au château de Cannenburgh, une de ses possessions, à Vaassen, puis en 1883 au musée municipal d’Arnhem, où il aurait été définitivement perdu dans les opérations militaires de 1944.
Son incursion dans le Brabant eut un profond retentissement dans la littérature populaire du XVIe siècle, et de façon générale, ses rapines donnèrent lieu à toute une série de poèmes historiques et de chansons. La poétesse anversoise Anna Bijns, grande pourfendeuse d’hérétiques, écrivit une ballade célèbre, où une comparaison est établie entre les deux Maarten ― Martin Luther et Martin van Rossum ―, comparaison se soldant à l’avantage de Van Rossum, car Van Rossum tourmente les corps, mais Luther ruine les âmes. Au vrai, l’on sait peu de choses sur la personnalité de Van Rossum, car il n’a guère été conservé de documents ou de témoignages qui pourraient nous renseigner sur sa personne, et il ne nous a laissé aucun écrit de sa main ; il semble sûr qu’il eût le pouvoir de tempérer le caractère irascible de son seigneur Charles de Gueldre. 
Très fortuné et resté célibataire, il possédait plusieurs châteaux et nombre de maisons, aménagées avec goût, dont une à Arnhem, dénommée Maison du Diable (Duivelshuis), et une dans sa ville natale de Zaltbommel. Celle-ci, typique petit castel urbain (stadskasteeltje, en réalité porterie d’un palais qui ne fut jamais construit) de style Renaissance, mais d’allure militaire, datant des environs de 1535, fut en 1937 aménagée en musée Martin van Rossum.

## Armoiries
| Figure | Blasonnement                                     |
|        | D'argent, chargé de trois perroquets de gueules. |